# 45596 Molliesugden
45596 Molliesugden este o planetă minoră (asteroid), cu un diametru de 4,077 km, din centura de asteroizi. A fost descoperită pe 7 februarie 2000 la Catalina Station⁠(d) de Catalina Sky Survey. 
Obiectul prezintă o orbită caracterizată de o semiaxă mare de 2,6240609880331 UAi, o excentricitate de 0,13918168356188, o înclinație de 8,608092110889 ° în raport cu ecliptica.